# Orazio Arancio
Orazio Arancio (Catania, 15 novembre 1967) è un ex rugbista a 15, allenatore di rugby a 15, dirigente sportivo e politico italiano, già terza linea, tra le altre, di Milan, Tolone e Benetton, nonché internazionale per l’Italia in due edizioni della Coppa del Mondo. Ha ricoperto anche il ruolo di consigliere della Federazione Italiana Rugby.

## Biografia
Cresciuto nella Fiamma Catania e con un trascorso fino a 17 anni nel basket, poi passato all'Amatori, militò in tale club per 10 anni prima di avere la sua prima esperienza professionistica nel 1996 nelle file del Milan (l'allora denominazione dell'Amatori Milano nel periodo di comunanza con il gruppo sportivo che comprendeva anche l'omonima squadra di calcio); tuttavia all'epoca era già entrato a far parte del gruppo di convocati della Nazionale guidata dal tecnico francese Georges Coste, e aveva preso parte alla Coppa del Mondo di rugby 1995 in Sudafrica.
Trasferitosi in Francia al Tolone nel 1997, dopo una stagione tornò in Italia al Benetton Treviso e lì vinse lo scudetto nel 1999; in quell'anno fu convocato dal C.T. Mascioletti per la Coppa del Mondo di rugby 1999 in Galles, che si concluse con tre sconfitte, di cui l'ultima - pesantissima - contro la Nuova Zelanda per 3-101, che coincise anche con l'ultimo dei 34 incontri in azzurro di Arancio.
Nel 2000 passò al Bologna e, nel 2002, di nuovo all'Amatori Catania in serie B, club con il quale conquistò subito la promozione in serie A; l'ultimo scampolo di carriera del giocatore è stato con la maglia del San Gregorio, altro club catanese, del quale nel 2008 è divenuto allenatore e, saltuariamente, ancora giocatore fino a tutta la stagione 2009-10, ultima permessa per i nati nel 1967 per via del limite federale d'età agonistica fissato a 43 anni: l'ultimo incontro è del maggio 2010, lo spareggio-promozione per l'ammissione al campionato d’Eccellenza contro il Mogliano.
A livello federale, in parallelo all'attività agonistica Arancio ha ricoperto anche l'incarico di team manager della Nazionale Seven, la selezione italiana di rugby VII e ricopre dal 2004 la carica di consigliere federale presso la F.I.R., incarico confermato nelle elezioni del settembre 2008; è inoltre membro del consiglio federale del CONI. 
Nel 2006 Arancio ricevette, per meriti sportivi, la Stella d'oro del CONI.
Orazio Arancio è sposato ed ha una figlia.

## Attività politica
Già consulente per lo sport del sindaco di Catania Enzo Bianco nel 2018, nel 2020 è stato nominato responsabile per la regione Sicilia del Dipartimento Sport del Partito Democratico.
Alle elezioni politiche del 2022 è candidato al Senato per il centrosinistra (in quota PD) nel collegio uninominale Sicilia - 04 (Catania).

## Palmarès
- Campionati italiani: 1
Benetton Treviso: 1998-99